# Anderswo. Allein in Afrika
Anderswo. Allein in Afrika ist ein deutscher Dokumentarfilm aus dem Jahr 2018. Er ist ein Reisebericht von Anselm Pahnke, der in den Jahren 2014 und 2015 mit seinem Fahrrad den afrikanischen Kontinent von Süd nach Nord durchquerte. Der Film hatte am 13. Dezember 2018 im Hamburger Abaton seine Premiere und war in über 300 Kinos in Deutschland, Österreich, Italien und der Schweiz zu sehen. In der 50. Spielwoche hatte der Film 100.000 Kinozuschauer erreicht.

## Inhalt
Der aus Hamburg stammende Anselm Pahnke begann nach Abschluss seines Bachelorstudiums in Ozeanografie und Geophysik im Jahr 2014 eine Fahrradreise. Mit zwei Freunden reiste er zunächst gemeinsam von Südafrika aus mit dem Fahrrad nach Norden. Die beiden Freunde mussten jedoch bald aus privaten Gründen die Reise abbrechen, woraufhin Pahnke beschloss, alleine weiterzureisen. Der Film handelt hauptsächlich von dem darauf folgenden Teil der Reise und Pahnkes Begegnungen, Erlebnissen und seinen Gedanken während der mehr als 400-tägigen Fahrt durch fünfzehn afrikanische Staaten. Der Film endet mit der Überquerung des Sueskanals in Ägypten, aber Pahnke reiste danach noch weiter mit seinem Fahrrad durch den Nahen und Mittleren Osten nach China und von dort über den Himalaya nach Südostasien und Australien.

## Produktion
Pahnke plante nach eigenen Angaben während seiner Reise noch nicht, einen (Kino-)Film aus seinen Aufnahmen zu produzieren; die Idee dazu kam erst einige Zeit nach seiner Rückkehr nach Deutschland. Die rund 40 Stunden Filmmaterial entstanden somit auch nur mit einer einfachen Kompaktkamera. Die Firma Avalia Studios GmbH hat das Projekt ab der Postproduktion als Produzent und Verleih betreut. Der Vertrieb des Films wurde teilweise mittels Crowdfunding finanziert; Pahnke nahm dabei fast 20.000 Euro ein.
Im Dezember 2020 erschien im Eigenverlag von Avalia Studios das Buch von Anderswo und anderen Orten, welches vom zweiten Teil der Reise und der Rückkehr nach Deutschland berichtet.

## Auszeichnungen
- Gilde-Filmpreis 2019 in der Kategorie „Bester Dokumentarfilm 2019“ bei der Filmkunstmesse in Leipzig[8]